# Зеліковська Зейлі Зіновіївна
Зейлі Зіновіївна Зеліковська (29 жовтня 1897, Мінськ) — радянська і українська вчена в області гістології та ембріології. Доктор медичних наук (1944).

## Біографія
Закінчила Харківський мед. інститут (1921), де і працювала: з 1939 року — доцент кафедри гістології, одночасно очолювала однойменну кафедру Психоневрологічного інституту в Харкові. Під час Великої вітчизняної війни — доцент Чкаловського мед. інституту. У 1946-1948 — зав. кафедрою гістології та ембріології Станіславського мед. інституту. До 1961 — професор кафедри гістології Львівського зооветеринарного інституту.

## Наукові роботи
- О секреторном процессе в молочной железе // Тр. Львов. вет. ин-та. — 1953. — Вып. 6.
- Возрастные и функциональные сдвиги в структуре молочной железы // Сб. науч. тр. Львов. зоовет. ин-та. — 1956. — Т. 8.
- Эмбриогенез жировой ткани молочной железы крупного рогатого скота // Арх. анатомии, гистологии и эмбриологии. — 1962. — Т. 43, № 8.